# Die Verliese des Vatikans
Die Verliese des Vatikans ist ein Roman von André Gide, der 1914 unter dem Titel Les Caves du Vatican in der Éditions Gallimard/Paris erschien.
Gide nennt sein Buch eine Sotie und erzählt darin von dem Gauner Protos, der zwei französische Familien betrügt und schließlich von einem fragwürdigen Familienmitglied überlistet wird.
Im deutschsprachigen Raum erschienen mindestens drei verschiedene Übersetzungen, die erste davon 1922 (siehe unten).

## Zeit und Ort
Die Handlung führt von 1890 bis 1893 nach Paris, Pau, Mailand, Rom und Neapel. Zwischen diesen Orten bewegen sich die handelnden Personen mit der Eisenbahn.

## Titel
Gide zitiert einen Bericht über ein Gerücht, das 1893 in Frankreich aufgekommen sein soll. Danach sei Leo XIII. von der Loge in den Kerkern des Vatikans gefangen gehalten worden.

## Struktur
Familien
Erzählt wird aus der Geschichte der beiden versippten Familien Péterat und de Baraglioul. Julius de Baraglioul hatte in die Familie Péterat eingeheiratet.
- Philibert Péterat, Botaniker

das Ehepaar Armand-Dubois:
- Veronique, Tochter
- Anthime Armand-Dubois, Schwiegersohn, Freidenker[6]

das Ehepaar de Baraglioul:
- Comtesse Marguerite de Baraglioul, Tochter
- Julius Comte de Baraglioul, Schwiegersohn (Sohn von Juste-Agénor, s. u.), Romancier
  - Geneviève und Julie, Töchter der Baragliouls

das Ehepaar Fleurissoire:
- Arnica, Tochter
- Amédée Fleurissoire, Schwiegersohn

- Juste-Agénor Comte de Baraglioul
- Valentine Comtesse Guy de Saint-Prix, Tochter
- Lafcadio Wluiki, unehelicher Sohn

Bücher
Vier der fünf Bücher des Romans tragen Männernamen aus den o. a. Familien. Während in den ersten drei Büchern dieses Possenspiels jeweils einer der Narren aus der Familie vorgestellt wird, treibt im vierten Buch Protos, einer Der Tausendfüßler – das ist eine Betrügerbande – mit den Familienmitgliedern sein böses Spiel. Im fünften Buch findet Protos in Lafcadio seinen Meister.

## Handlung
- Erstes Buch. Anthime Armand-Dubois

1890 übersiedelt der 46-jährige wohlhabende Freimaurer Anthime Armand-Dubois zum Zwecke der Therapierung seines versteiften Kniegelenks nach Rom. Der Psycho-Physiologe, ein Atheist, erforscht in ekelerregenden Experimenten die bedingten Reflexe an lebenden Ratten.
Einmal, nachdem der starrsinnige körperbehinderte Naturwissenschaftler ein klein wenig gesündigt hat – im Jähzorn beschädigte er ein Gipsabbild der Heiligen Jungfrau – hat er ein Schlüsselerlebnis. Das Gebet um Vergebung wird erhört. Anthime vermag das steife Bein plötzlich wieder zu beugen. Die Kunde von dem Wunder dringt bis zum Vatikan vor. Der gottlose Anthime konvertiert zum christlichen Glauben. Die Loge, der Anthime seinen Wohlstand zuerst verdankt, lässt ihn fallen. Verarmt wird er von der Kirche nach Mailand abgeschoben.
- Zweites Buch. Julius de Baraglioul

Der Schriftsteller Julius de Baraglioul – aus Parma stammend – lebt in Paris. Sein jüngster Roman L'Air des cimes wurde von der Kritik verrissen. „Das Buch ist mißlungen“, gesteht sich der Verfasser ein. Dabei strebt Julius die Mitgliedschaft in der Akademie an. Sein Vater, der greise Juste-Agénor Comte de Baraglioul, bittet ihn, den Lebenswandel des 19-jährigen, in Paris lebenden Rumänen Lafcadio Wluiki auszuforschen. Gesagt, getan. Julius dringt in Lafcadios Zimmer vor, kommt aber nicht weit. Lafcadio, der allen handelnden Personen im Roman intellektuell haushoch überlegen ist, dreht hellsichtig den Spieß um und bekommt heraus: Juste-Agénor war 1873 Gesandter in Bukarest. Lafcadio wurde 1874 daselbst geboren. Keck dringt der „Bastard“ Lafcadio zu Juste-Agénor, seinem leiblichen Vater, vor und erwirkt eine Rente als Erbteil. Nach solchen Aussichten gibt Lafcadio seiner Geliebten Carola Venitequa den Laufpass und wendet sich der schönen blutjungen Geneviève zu. Deren Vater Julius findet Lafcadio nämlich sympathisch. Der Schriftsteller will den aufstrebenden jungen Mann als Sekretär einstellen. Carola, die ehemalige Geliebte von Lafcadios einstigem, ein paar Jahre älteren Schulkameraden Protos, reist zu dem Letzteren nach Rom.
- Drittes Buch. Amédée Fleurissoire

Der Tausendfüßler Protos hält sich aber nicht nur in Rom auf, sondern operiert landesweit über ganz Italien und Frankreich hinweg. So luchst der Betrüger Julius’ Schwester, der Comtesse Valentine Guy de Saint-Prix in Pau eine größere Summe Geldes zur „Papstbefreiung“ ab. Der Comtesse ist das Ganze hinterher nicht geheuer. So wendet sich Valentine an Madame Arnica Fleurissoire, weil sie meint, bei der Firma Blafaphas läge die Papstbefreiung in den richtigen Händen. Arnicas Gatte Amédée, die einfältigste Person in dem Buch, ist in jene Firma involviert und nimmt sich des Vorhabens persönlich an. Amédée reist allein von Pau nach Rom. Gleichzeitig macht sich Julius zu einer Fahrt nach der Stadt am Tiber auf. Er will dort einen Soziologen-Kongress besuchen.
- Viertes Buch. Der Tausendfüßler

In Rom angekommen, erkennt Amédée bald aus eigener Anschauung, es erscheint als unmöglich, einen Gefangenen aus den „geheimen Verliesen“ der Engelsburg zu befreien. Ein Spießgeselle von Protos führt Amédée der Madame Carola zu. Der Ankömmling schläft – wider Willen, so sieht es aus – mit der Dame. Amédée versteht sich und die Welt nicht mehr. Daheim im Ehebett bei Arnica hatte er jahrelang mit Erfolg eine selbst verordnete Abstinenz bravourös durchgestanden und hier nun in Rom muss er bereits nach der ersten Nacht eine Ansteckung befürchten. Carola, von leichtfertigen Männern hin und her geschubst, verliebt sich in Amédée. Protos erschleicht sich Amédées Vertrauen und baut ein Feindbild auf. Das besteht aus Freimaurern, Jesuiten und der Polizei. Protos spannt den arglos-gutmütigen Franzosen in seine „Papstbefreiung“ ein. Amédée nimmt Protos die Geheimniskrämerei allzu gern ab und sieht an jeder Ecke den Feind hervorlugen. Der Hochstapler Protos wechselt seinen Namen. Abbé Cave nennt er sich unter anderem. Cave heißt nicht nur „Hüte dich!“, sondern auch „Keller, Verlies“.
Julius erwirkt eine Audienz beim Heiligen Vater, um seinen Schwager Anthime zu rehabilitieren. Protos erreicht es, dass die beiden Narren Julius und Amédée im Credito Commerziale in Rom eine größere Summe Geldes abheben. Amédée erklärt sich auch noch bereit, den Betrag nach Neapel zu bringen.
- Fünftes Buch. Lafcadio

Als Lafcadio nach dem Tode seines Vaters mit Unterstützung seines Halbbruders Julius vermögend geworden ist, will er nicht länger in Paris bleiben. Er möchte sich die Welt anschauen. Lafcadio hat eine Seereise nach Java – von Brindisi aus – im Auge. Auf der Bahnfahrt in die apulische Hafenstadt steigt hinter Rom zufällig Amédée in das Abteil, in dem Lafcadio allein sitzt. Die Reisenden kennen sich nicht. Lafcadio, der ein Abenteuer sucht, kommt auf eine Idee. „Ein Verbrechen ohne Motiv“ wäre doch kurzweilig. Kurz vor Capua, während der Fahrt über eine Brücke, wirft er Amédée aus dem Zug. Amédée will sich an Lafcadio klammern, erwischt jedoch kurz vor seinem Todessturz nur den Hut des Täters. Als Lafcadio – nun wieder allein im Abteil – die Taschen des Opfers durchsucht, findet er Julius’ Fahrkarte und nimmt diese an sich. Das Geld tastet er nicht an. Lafcadio begreift, Julius muss sich in Rom aufhalten. Der Abenteurer Lafcadio fährt zurück zu seinem Halbbruder, um ihn mit dem „Fall“ zu konfrontieren. Zielsicher findet er – in Rom angekommen – Julius im Grandhotel. Der Romancier denkt sich gerade sein nächstes Werk aus. Darin begeht ein junger Mann ein Verbrechen ohne Motiv. Julius ist nämlich zu Ohren gekommen, sein Schwager soll umgebracht worden sein. Nachdem sich das Gerücht bewahrheitet hat, überredet er Lafcadio, den Leichnam nach Rom zu überführen. Lafcadio geht und lässt zuvor die Fahrkarte in Julius’ Hotelzimmer zurück.
Carola, die viel für Amédée übrig hatte, ist überzeugt, Protos war der Täter. Sie zeigt ihn bei der Polizei an.
Auf der Fahrt nach Neapel trifft Lafcadio auf Protos, der sich als Professor Defouqueblize, Inhaber des Lehrstuhls für vergleichende Kriminologie an der Juristischen Fakultät Bordeaux, ausgibt. Natürlich ist Protos, der hinter Amédée wegen des Geldes her war, im Besitz des Hutes von Lafcadio. Mit einem herausgetrennten Stück Hutfutter will er den alten Schulfreund erpressen. Lafcadio geht nicht darauf ein, sondern will sich der Polizei stellen.
Inzwischen reist die Familie Péterat aus Frankreich zur Beisetzung Amédées nach Rom. Im Nachtzug befindet sich nicht nur die Comtesse de Baraglioul mit ihrer älteren Tochter Geneviève. In Mailand steigen auch die Anthimes zu. Nach den Trauerfeierlichkeiten gesteht Julius seinem Schwager, dass er während seiner Audienz beim Papst nichts für ihn tun konnte. Anthime, der sich von der Kirche hintergangen fühlt, beginnt auf einmal wieder zu hinken.
Protos rächt sich für den „Verrat“, den Carola begangen hat. Er bringt sie um. Die herbei eilende Polizei nimmt den Täter fest und findet bei ihm die Teile des Hutfutters. Somit ist für die Behörden Protos zweier Tötungsverbrechen schuldig und wandert hinter Gitter.
Ungeachtet dessen will sich Lafcadio am nächsten Tag stellen. Er gesteht Julius seine Tat. In der Nacht wird er von Geneviève, die ihn liebt, in seinem Hotelzimmer aufgesucht. Zunächst weist Lafcadio das junge Mädchen edelmütig zurück. Doch dann besinnt er sich und schläft mit ihr. Eigentlich wollte er sich aus Achtung vor Geneviève stellen. Nun, am Morgen nach der Liebesnacht, liegen die Dinge ein klein wenig anders. Seit der vergangenen Nacht achtet er Geneviève „etwas weniger“. Warum sich also noch stellen? Die Polizei hat doch ihren Täter.

## Form
Gide tritt als auktorialer Erzähler hervor, der die Geschehnisse immer wieder auch in der 1. Person Singular reflektiert und kommentiert. Das beginnt bald nach dem Anfang des ersten Buches, wenn er schreibt: „An diesem Punkt komme ich nicht umhin, obwohl ich nur über das Wesentliche berichten wollte, …“. Oder wenn er sich zügeln möchte: „Halt inne, du unbesonnene Feder!“ Mitunter hält der Leser inne und muss sich fragen: Ist diese Stelle als Narrenspiel oder als simple Formschwäche des ganzen Romans zu nehmen? Zum Beispiel, wenn sich Gide an die Karten gucken lässt: „Der Leser soll gerechterweise erfahren, daß es ebendieser Protos war, der … unter dem … Namen des Kanonikus von Virmontal hier seinen Auftritt hatte.“ Der Gide-Biograph Martin hilft sich in dem Zusammenhang mit der folgenden Beobachtung: „Die Geschichte als solche, … rollt auf eine ironische und zweifelhafte Weise ab: Dem Autor macht es Spaß, daß wir die Fäden fast deutlicher erkennen als die Helden selber.“
Häufig fällt der Autor in das Präsens, kehrt aber jedes Mal rasch wieder in das Präteritum zurück.

## Selbstzeugnisse
- Tagebuch-Eintrag vom 24. Juni 1913: „Gestern Les Caves beendet … Mehr als eine Stelle des ersten und zweiten Buches kommt mir schwach vor oder gezwungen … Aber ich glaube, daß die schwierigsten Partien auch die gelungensten sind.“[20]

Gide im Vorwort zum Roman vom 29. August 1913:
- „Bis heute habe ich nur ironische Bücher geschrieben, deren letztes zweifellos hier vorliegt.“[21]
- „Ich strebe nur danach, ein guter Künstler zu sein.“[22]

## Rezeption
- „… Es bleibt eine der hintergründigsten Fabeln des großen Franzosen.“[23]
- „Der Roman ist eine mehr bissige als humoristische Satire auf die angebliche Gefangenschaft des Papstes Leo XIII. … im Jahre 1893.“[24]
- Nach Brigitte Sändig ist der „hochbegabte schöne, amoralische Bastard Lafcadio“ die Gestalt mit der „Durchbrecher-Funktion“. Lafcadio durchbreche „herkömmliche Romanklischees“.[25]
- Nach Marianne Kesting erscheint Lafcadio „dem frömmelnden Familienmief gegenüber … als Personifizierung der absoluten Freiheit …“[26]

### Ausgaben
französisch
- Les Caves du Vatican. Sotie par l'auteur des Paludes, 2 Bde., Paris 1914
- Les Caves du Vatican, in: Œuvres completes, hrsg. v. Louis Martin-Chauffier, Bd. 7, Paris 1934
- Les Caves du Vatican, in: Romans, récits et soties. Œuvres lyriques. Hrsg. u. eingel. v. Maurice Nadeau, Paris 1958

deutsch
- Die Verliese des Vatikan. Übersetzung: Dieter Bassermann. Insel-Verlag Leipzig 1922. 283 Seiten[27]
- Die Verliese des Vatikan. Ein ironischer Roman. Übersetzung: Ferdinand Hardekopf. Deutsche Verlags-Anstalt Stuttgart 1930 und 1951. 389 Seiten
- André Gide: Die Verliese des Vatikan. Die Falschmünzer. Zwei Romane. Übersetzung: Ferdinand Hardekopf. Volk und Welt. Berlin 1978 (DVA-Lizenz). 650 Seiten
- Die Verliese des Vatikans. Aus dem Französischen übertragen von Thomas Dobberkau. Gesammelte Werke in zwölf Bänden. Hrsg. v. Raimund Theis und Peter Schnyder, Band VIII/2, S. 229–454. Deutsche Verlags-Anstalt Stuttgart 1992. 511 Seiten, ISBN 3-421-06468-7

### Sekundärliteratur
- Renée Lang: André Gide und der deutsche Geist (frz.: André Gide et la Pensée Allemande). Übersetzung: Friedrich Hagen. Deutsche Verlags-Anstalt Stuttgart 1953. 266 Seiten
- Claude Martin: André Gide. Aus dem Französischen übertragen von Ingeborg Esterer. Rowohlt 1963 (Aufl. Juli 1987). 176 Seiten, ISBN 3-499-50089-2
- Hans Hinterhäuser (Hrsg.), Peter Schnyder (Hrsg.), Raimund Theis (Hrsg.): André Gide: Tagebuch 1903–1922. Aus dem Französischen übertragen von Maria Schäfer-Rümelin. Gesammelte Werke in zwölf Bänden. Band II/2. Deutsche Verlags-Anstalt Stuttgart 1990. 813 Seiten, ISBN 3-421-06462-8